# Anders Petters stuga
Anders Petters stuga eller Anders Perssons stuga är en gammal svensk polska med okänt ursprung. Sången sjungs ofta vid dans och ringlekar kring julgranen. 
Sången anses härstamma från Skåne, och dess text löd ursprungligen "Anders Perssons stua står i ljusan lua", vilket rimmar om den sjungs på den skånska dialekten. Enligt traditionen var Anders Persson en spinnrockssvarvare under 1800-talet, men ägnade sig också åt att bränna alkohol. När en sats var färdig placerade han tända stearinljus i fönstren i stugan för att signalera detta ut över bygden, och bjuda in andra människor som ville ha hembränd alkohol. Sångtexten handlar alltså inte om någon brand, som många tror. Stugan finns kvar än i dag, och är belägen i Djurslöv utanför Staffanstorp.

## Publikation
- Julens önskesångbok, 1997, under rubriken "Tjugondag Knut dansar julen ut", angiven som "Folkvisa"

## Inspelningar
En tidig inspelning gjordes av Margareta Schönström i maj 1925, och gavs ut på skiva 1926 under titeln "Anders Perssons stuga".